# 大卫·斯文森
大衛·弗雷德里克·史雲生（英語：David Frederick Swensen，1954年1月26日—2021年5月5日），美国投资家。

## 生平
学生时代曾在威斯康星大學河瀑分校师从新凯恩斯主义经济学家詹姆士·托賓，1980年获耶鲁大学博士学位，在华尔街崭露头角。在托宾和教务主任推荐下他回到耶鲁。1985年起管理耶鲁捐赠基金。
与老同学迪恩研究投资组合数年后，斯文森决定将理论付诸实践。他的团队设计了多样化的投资组合，除了传统美国股票、债券，还加入了国外市场、自然资源和其他套利基金、私人股权基金。债券的比重由70%降至30%，股票的比重则由30%增加为50%，他认为这样能够降低风险。斯文森选用上百名基金经理打理耶鲁捐赠基金，并优先选用大量将自己资产投入自己管理的基金中的人才。在他的管理下，耶鲁捐赠基金获得了高回报，并为大学提供40%的财政支持。

## 著作
《耶魯操盤手：非典型成功》（Pioneering Portfolio Management: An Unconventional Approach to Institutional Investment，2000年）